# 日本院政時代年號列表

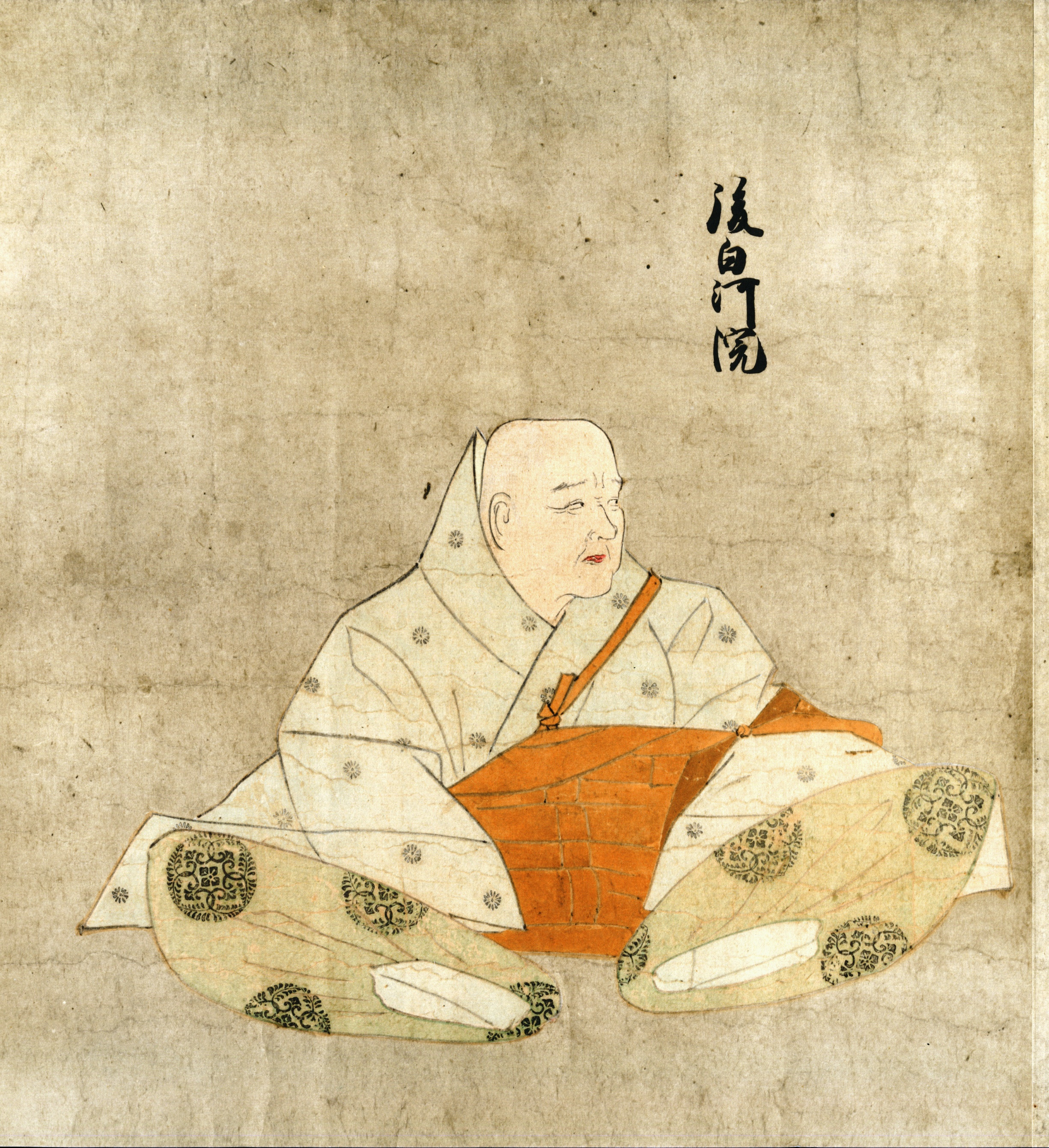
後白河天皇因即位而改元保元

日本自第三十六代孝德天皇即位並建元大化起開始使用年号（日语：／ Nengō、／ Gengō）為其纪年方式，並在文武天皇於701年5月3日（大寶元年三月二十一日）再度恢復使用年號後，一直持續使用年號至今。
日本的年號常取中國古籍中的辭句為典故，而改元的原因除天皇即位外，多數出於迷信及牽強附會。因天皇即位而進行的改元通常在天皇即位翌年進行，但有時候也會因為亂世而不在天皇即位翌年改元。自平安时代中期（天德、應和年間）起，改元之事均載於改元宸記中，而改元的程序也確立為先由大臣上奏年號勘文，然後天皇於選定會議中決定新年號。日本自醍醐天皇起開始因「辛酉革命」的緣故在辛酉年進行改元（當時為901年，由昌泰四年改元延喜），並自村上天皇起開始因「甲子革令」的緣故在甲子年進行改元（當時為964年，改元康保）。日本自醍醐天皇起也會因災禍等不祥之事而改元（當時為923年，改元延長）。
以下列表僅收錄院政時代啓用的日本年號。以下列表中，各年號的使用期與典故主要出自小學館出版的《日本大百科全書》，而每個年號的典故都分別附上维基文库的文本連結供參考（如有）。

## 列表
| 年號 | 使用期 （西曆年月日）           | 使用期 （和曆年月日）                  | 在位天皇        | 改元理由 | 典故                                                                                | 參考 來源     |
| ---- | ------------------------------- | -------------------------------------- | --------------- | --- | ----------------------------------------------------------------------------------- | ------------- |
| 寬治 | 1087年5月11日 － 1095年1月22日  | 元年四月初七日 － 八年十二月十四日     | 堀河天皇        | 堀河天皇即位 | 《礼记·祭法》：「湯以寬治民而除其虐，文王以文治，武王以武功……此皆有功烈於民者也。」 | [ 10 ] [ 7 ]  |
| 嘉保 | 1095年1月23日 － 1097年1月2日   | 元年十二月十五日 － 三年十二月十六日   | 堀河天皇        | 疱瘡流行 | 《史记·秦始皇本紀》：「嘉保太平。」                                                 | [ 12 ]        |
| 永長 | 1097年1月3日 － 1097年12月26日  | 元年十二月十七日 － 二年十一月二十日   | 堀河天皇        | 天變 地震 | 《后汉书·光武帝紀下》：「夾輔王室，尊事天子，享國永長，為後世法。」                 | [ 15 ] [ 13 ] |
| 承德 | 1097年12月27日 － 1099年9月14日 | 元年十一月二十一日 － 三年八月二十七日 | 堀河天皇        | 天變 地震 | 《周易·蠱》：「幹父之蠱，用譽……承以德也。」                                         | [ 17 ]        |
| 康和 | 1099年9月15日 － 1104年3月7日   | 元年八月二十八日 － 六年二月初九日     | 堀河天皇        | 地震 疾病 | 《政論》：「四海康和，天下同樂」。                                                  | [ 19 ]        |
| 長治 | 1104年3月8日 － 1106年5月12日   | 元年二月初十日 － 三年四月初八日       | 堀河天皇        | 天變 | 《汉书·賈誼傳》：「建久安之勢，成長治之業。」                                       | [ 21 ]        |
| 嘉承 | 1106年5月13日 － 1108年9月8日   | 元年四月初九日 － 三年八月初二日       | 堀河天皇        | 彗星 | 《漢書·禮樂志》：「嘉承天和，伊樂厥福。」                                           | [ 24 ] [ 22 ] |
| 嘉承 | 1106年5月13日 － 1108年9月8日   | 元年四月初九日 － 三年八月初二日       | 鳥羽天皇        | 彗星 | 《漢書·禮樂志》：「嘉承天和，伊樂厥福。」                                           | [ 24 ] [ 22 ] |
| 天仁 | 1108年9月9日 － 1110年7月30日   | 元年八月初三日 － 三年七月十二日       | 鳥羽天皇即位    | 《文選·為賈謐作贈陸機》：「統天，仁風遐揚。」                                                                                        | [ 26 ]                                                                              |               |
| 天永 | 1110年7月31日 － 1113年8月24日  | 元年七月十三日 － 四年七月十二日       | 彗星出現        | 《尚書·周書·召誥》：「欲王以小民受天永命。」                                                                                         | [ 28 ]                                                                              |               |
| 永久 | 1113年8月25日 － 1118年4月24日  | 元年七月十三日 － 六年四月初二日       | 天變 兵革 疫疾  | 《诗经·小雅·南有嘉魚之什·六月》：「吉甫燕喜，既多受祉。來歸自鎬，我行永久。」                                                          | [ 30 ]                                                                              |               |
| 元永 | 1118年4月25日 － 1120年5月8日   | 元年四月初三日 － 三年四月初九日       | 天變 疾疫       | 《周易·比》：「比：吉。原筮元永貞，无咎。」                                                                                            | [ 32 ] [ 34 ]                                                                       |               |
| 保安 | 1120年5月9日 － 1124年5月17日   | 元年四月初十日 － 五年四月初二日       | 天變 厄運       | 《旧唐书·音樂三》：「含育九區，保安萬國。」                                                                                          | [ 36 ]                                                                              |               |
| 保安 | 1120年5月9日 － 1124年5月17日   | 元年四月初十日 － 五年四月初二日       | 天變 厄運       | 《旧唐书·音樂三》：「含育九區，保安萬國。」                                                                                          | [ 36 ]                                                                              | 崇德天皇      |
| 天治 | 1124年5月18日 － 1126年2月14日  | 元年四月初三日 － 三年正月二十一日     | 崇德天皇即位    | 《太平御览·皇王部一》：「《易纬》曰：『帝者……德配天地……天子者，繼天治物。』」                                                        | [ 38 ]                                                                              |               |
| 大治 | 1126年2月15日 － 1131年2月27日  | 元年正月二十二日 － 六年正月二十八日   | 疱瘡流行        | 《太平御覽·皇王部四》：「《河圖挺佐輔》曰：『黃帝修德立義，天下大治。』」                                                            | [ 40 ]                                                                              |               |
| 天承 | 1131年2月28日 － 1132年9月20日  | 元年正月二十九日 － 二年八月初十日     | 炎旱 天變       | 《漢書·匡張孔馬傳》：「聖王之自為動靜周旋，奉天承親，臨朝享臣，物有節文，以章人倫。」                                                | [ 42 ]                                                                              |               |
| 長承 | 1132年9月21日 － 1135年6月9日   | 元年八月十一日 － 四年四月二十六日     | 疾疫 怪異       | 《史記·秦始皇本紀》：「長承聖治。群臣嘉德。」                                                                                        | [ 43 ]                                                                              |               |
| 保延 | 1135年6月10日 － 1141年8月12日  | 元年四月二十七日 － 七年七月初九日     | 饑饉 疫疾 洪水  | 《文選·魯靈光殿賦》：「永安寧以祉福，長與大漢而久存。實至尊之所御，保延壽而宜子孫。」                                                | [ 45 ]                                                                              |               |
| 永治 | 1141年8月13日 － 1142年5月24日  | 元年七月初十日 － 二年四月二十七日     | 辛酉革命        | - 《典論》：「禮樂興上，頌聲作下。……永治長，德與年豐。」 - 《晋书·武帝紀》：「見土地之廣，謂萬葉而無虞；睹天下之安，謂千年而永治。」 | [ 48 ]                                                                              |               |
| 永治 | 1141年8月13日 － 1142年5月24日  | 元年七月初十日 － 二年四月二十七日     | 辛酉革命        | - 《典論》：「禮樂興上，頌聲作下。……永治長，德與年豐。」 - 《晋书·武帝紀》：「見土地之廣，謂萬葉而無虞；睹天下之安，謂千年而永治。」 | [ 48 ]                                                                              | 近衞天皇      |
| 康治 | 1142年5月25日 － 1144年3月27日  | 元年四月二十八日 － 三年二月二十二日   | 近衞天皇即位    | 《宋书·後廢帝紀》：「以康治道。」 | [ 50 ]                                                                              |               |
| 天養 | 1144年3月28日 － 1145年8月11日  | 元年二月二十三日 － 二年七月二十一日   | 甲子革令        | 《後漢書·郎顗襄楷列傳》：「此天之意也，人之慶也，仁之本也，儉之要也。焉有應天養人，為仁為儉，而不降福者哉？」                        | [ 51 ] [ 52 ]                                                                       |               |
| 久安 | 1145年8月12日 － 1151年2月13日  | 元年七月二十二日 － 七年正月二十五日   | 彗星出現        | 《晉書·劉頌傳》：「建久安于萬載，垂長世於無窮。」                                                                                      | [ 56 ]                                                                              |               |
| 仁平 | 1151年2月14日 － 1154年12月3日  | 元年正月二十六日 － 四年十月二十七日   | 風水害          | 《後漢書·郭杜孔張廉王蘇羊賈陸列傳》：「奮既立節，治貴仁平。」                                                                        | [ 57 ] [ 58 ]                                                                       |               |
| 久壽 | 1154年12月4日 － 1156年5月17日  | 元年十月二十八日 － 三年四月二十六日   | 變異 厄運       | 《抱朴子》：「其業在於全身久壽。」                                                                                                   | [ 61 ]                                                                              |               |
| 久壽 | 1154年12月4日 － 1156年5月17日  | 元年十月二十八日 － 三年四月二十六日   | 變異 厄運       | 《抱朴子》：「其業在於全身久壽。」                                                                                                   | [ 61 ]                                                                              | 後白河天皇    |
| 保元 | 1156年5月18日 － 1159年5月8日   | 元年四月二十七日 － 四年四月十九日     | 後白河天皇即位  | 《颜氏家训·文章》：「以保元吉。」 | [ 63 ] [ 64 ]                                                                       |               |
| 保元 | 1156年5月18日 － 1159年5月8日   | 元年四月二十七日 － 四年四月十九日     | 後白河天皇即位  | 《颜氏家训·文章》：「以保元吉。」 | [ 63 ] [ 64 ]                                                                       | 二條天皇      |
| 平治 | 1159年5月9日 － 1160年2月17日   | 元年四月二十日 － 二年正月初九日       | 二條天皇即位    | 《史記·夏本紀》：「天下於是大平治。」                                                                                                | [ 66 ]                                                                              |               |
| 永曆 | 1160年2月18日 － 1161年9月23日  | 元年正月初十日 － 二年九月初三日       | 兵亂            | 《後漢書·文苑列傳》：「馳淳化於黎元，永歷世而太平。」                                                                                | [ 69 ] [ 67 ]                                                                       |               |
| 應保 | 1161年9月24日 － 1163年5月3日   | 元年九月初四日 － 三年三月二十八日     | 疱瘡流行        | 《尚書·周書·康誥》：「已，汝惟小子，乃服惟弘王，應保殷民。」                                                                         | [ 70 ] [ 67 ]                                                                       |               |
| 長寬 | 1163年5月4日 － 1165年7月13日   | 元年三月二十九日 － 三年六月初四日     | 天變 疱瘡       | 《維城典訓》：「長之寬之，施其功博矣。」                                                                                             | [ 72 ]                                                                              |               |
| 永萬 | 1165年7月14日 － 1166年9月22日  | 元年六月初五日 － 二年八月二十六日     | 天變 怪異 疾疫  | 《漢書·嚴朱吾丘主父徐嚴終王賈傳》：「休徵自至，壽考無疆，雍容垂拱，永永萬年。」                                                      | [ 74 ] [ 75 ]                                                                       |               |
| 永萬 | 1165年7月14日 － 1166年9月22日  | 元年六月初五日 － 二年八月二十六日     | 天變 怪異 疾疫  | 《漢書·嚴朱吾丘主父徐嚴終王賈傳》：「休徵自至，壽考無疆，雍容垂拱，永永萬年。」                                                      | [ 74 ] [ 75 ]                                                                       | 六條天皇      |
| 仁安 | 1166年9月23日 － 1169年5月5日   | 元年八月二十七日 － 四年四月初七日     | 六條天皇即位    | 《毛詩正義·昊天有成命》：「行其寬仁安靜之政，以定天下。……得至於太平。」                                                              | [ 78 ]                                                                              |               |
| 仁安 | 1166年9月23日 － 1169年5月5日   | 元年八月二十七日 － 四年四月初七日     | 六條天皇即位    | 《毛詩正義·昊天有成命》：「行其寬仁安靜之政，以定天下。……得至於太平。」                                                              | [ 78 ]                                                                              | 高倉天皇      |
| 嘉應 | 1169年5月6日 － 1171年5月26日   | 元年四月初八日 － 三年四月二十日       | 高倉天皇即位    | 《漢書·嚴朱吾丘主父徐嚴終王賈傳》：「天下殷當，數有嘉應。」                                                                          | [ 79 ] [ 80 ]                                                                       |               |
| 承安 | 1171年5月27日 － 1175年8月15日  | 元年四月二十一日 － 五年七月二十七日   | 災變 厄會       | - 《尚書正義·洛誥》：「王命予來……承安汝文德之祖。」 - 《尚書正義·洛誥》：「承文王之意，安定此民。」                                  | [ 81 ] [ 82 ]                                                                       |               |
| 安元 | 1175年8月16日 － 1177年8月28日  | 元年七月二十八日 － 三年八月初三日     | 疱瘡流行        | 《漢書·蕭望之傳》：「為民除害，安元元。」                                                                                            | [ 84 ] [ 85 ]                                                                       |               |
| 治承 | 1177年8月29日 － 1181年8月24日  | 元年八月初四日 － 五年七月十三日       | 大極殿火災 天變 | 《太平御覽·皇王部十二》：「《龍魚河圖》曰：『治……文得……治承天精。』」                                                                | [ 87 ] [ 85 ]                                                                       |               |
| 治承 | 1177年8月29日 － 1181年8月24日  | 元年八月初四日 － 五年七月十三日       | 大極殿火災 天變 | 《太平御覽·皇王部十二》：「《龍魚河圖》曰：『治……文得……治承天精。』」                                                                | [ 87 ] [ 85 ]                                                                       | 安德天皇      |
| 養和 | 1181年8月25日 － 1182年6月28日  | 元年七月十四日 － 二年五月二十六日     | 安德天皇即位    | 《後漢書·逸民列傳》：「幸得保終性命，存神養和。」                                                                                    | [ 89 ] [ 85 ]                                                                       |               |
| 壽永 | 1182年6月29日 － 1184年5月26日  | 元年五月二十七日 － 三年四月十五日     | 饑饉 兵革 病事  | 《詩經·周頌·臣工之·載見》：「以介眉壽，永言保之，思皇多祜。」                                                                        | [ 4 ]                                                                               |               |
| 壽永 | 1182年6月29日 － 1184年5月26日  | 元年五月二十七日 － 三年四月十五日     | 饑饉 兵革 病事  | 《詩經·周頌·臣工之·載見》：「以介眉壽，永言保之，思皇多祜。」                                                                        | [ 4 ]                                                                               | 後鳥羽天皇    |
| 元曆 | 1184年5月27日 － 1185年9月8日   | 元年四月十六日 － 二年八月十三日       | 後鳥羽天皇即位  | 《尚書考靈耀》：「天地開闢，元曆紀名。月首甲子，冬至。」                                                                             | [ 94 ]                                                                              |               |